# Retrato del cardenal Ludovico Trevisano

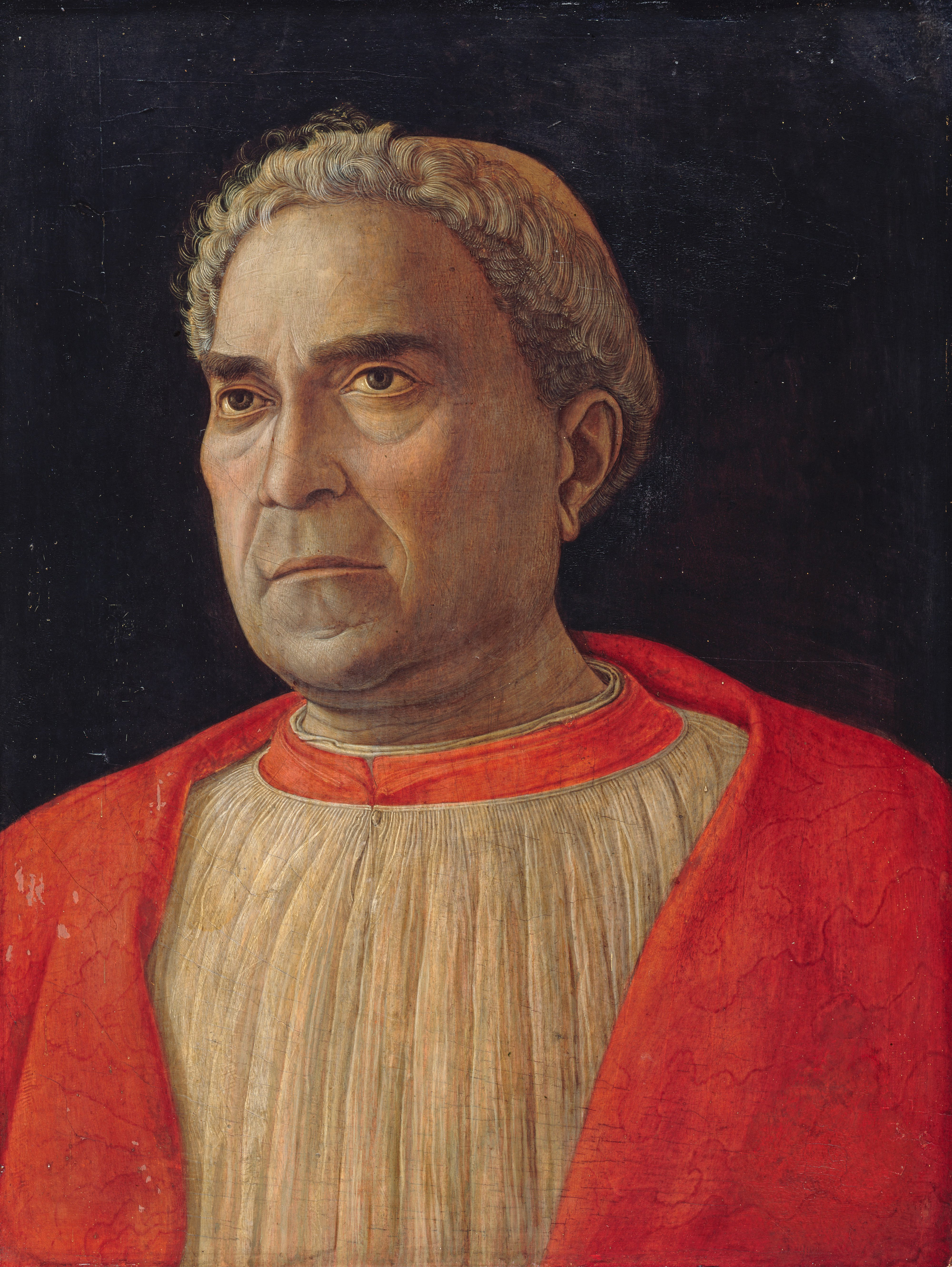
Retrato del cardenal Ludovico Trevisano.

El retrato del cardenal Ludovico Trevisano es una pintura del artista del Renacimiento italiano Andrea Mantegna, datada a c. 1459-1460. 

## Historia
La identificación del retratado como el cardenal veneciano Ludovico Trevisano (1401-1465) está confirmada por varias copias de la obra, como la de la colección Bromley Davenport que incluye el nombre del retratado, títulos y escudo de armas, así como por una medalla atribuida a Cristoforo di Geremia o un aguafuerte incluido en 1630 en el Illustrium virorum elogia, donde también se especifica que el retrato perteneció a Francesco Leone de Padua.
El cardenal Trevisano, también conocido como Scarampi Mezzarota, participó en el concilio de Mantua de 1459: pero el retrato fue encargado a Mantegna cuando el artista aún se encontraba en Padua, poco antes de establecerse en Mantua.

## Descripción
El cardenal es retratado de tres cuartos sobre un fondo oscuro, con un fuerte claroscuro que realza el volumen de la figura, convirtiéndolo en una especie de busto de estilo romano pintado.
La mirada seria y concentrada y el detalle de los labios apretados subrayan el carácter fuerte del hombre, quien no solo fue político y diplomático, sino también un líder guerrero. Mantegna presta gran atención no solo a los detalles de la cara (arrugas, ojeras, rictus, la tonsura eclesiástica), sino también a los ropajes, indicando su alto estatus social. 
Todo ello indica una influencia de la pintura flamenca contemporánea.